# Cementerio de la Recoleta (Asunción)
El Cementerio de la Recoleta es un cementerio abierto al público ubicado en el barrio de Recoleta de Asunción, Paraguay. Cuenta con una superficie de 17 hectáreas (42 acre) y más de 18.000 tumbas, siendo así el segundo cementerio más grande de la ciudad de Asunción, solo por detrás del Cementerio del Este.
Inaugurado en 1842 es el cementerio más antiguo del país que aún sigue en funcionamiento, en él se encuentran las tumbas de los personajes más importantes de la historia del Paraguay.
Dentro del predio también se encuentran algunos cementerios privados como: el italiano, el español, el israelita, el internacional, etc.

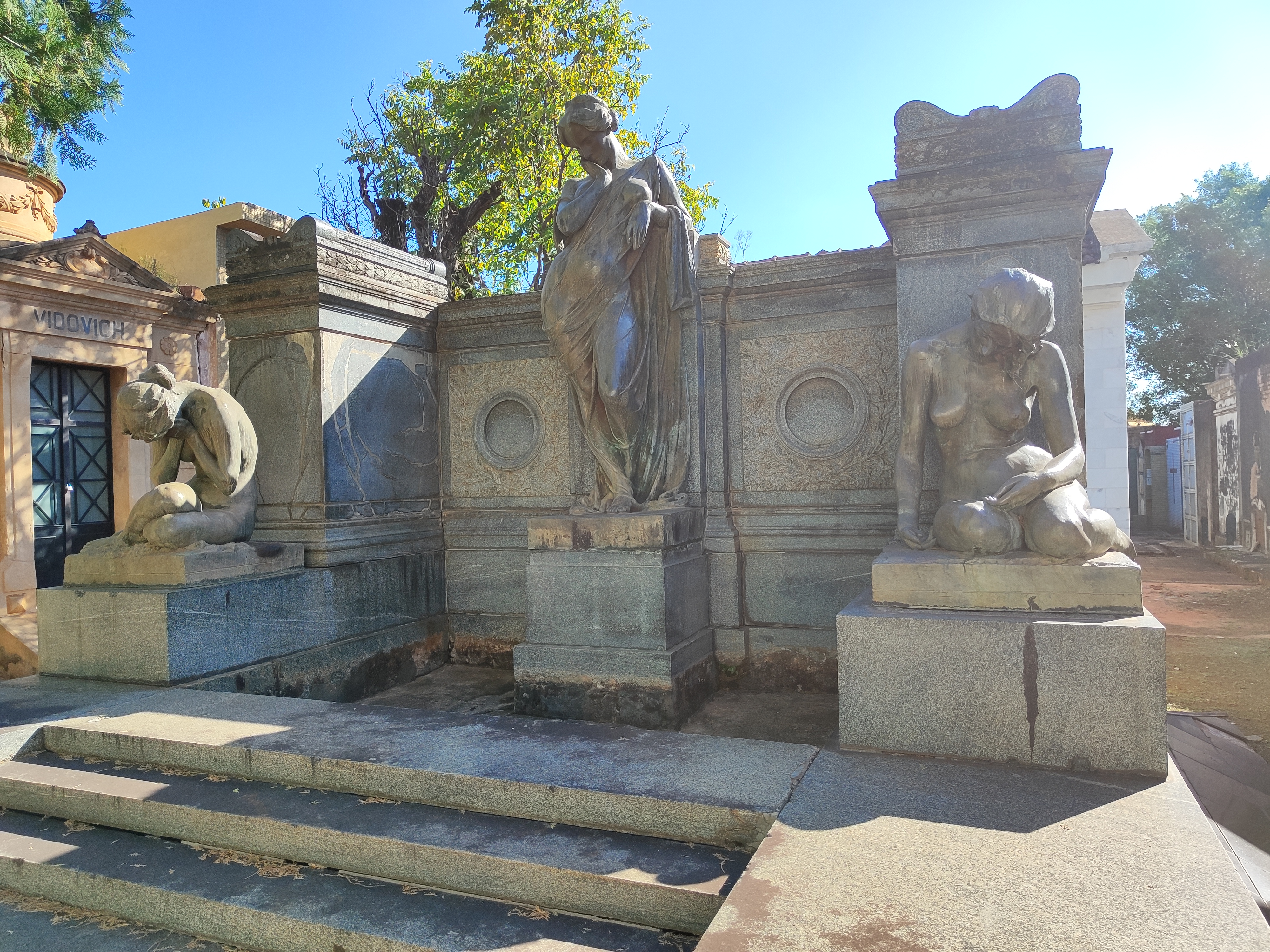
Escultura de las tres fases del luto (dolor, tristeza y resignación), hecha por Luigi Secchi.

## Historia

### Convento de los Franciscanos (1729 - 1824)
Durante la Revolución Comunera, en 1725 el fray Pedro del Castillo (paraguayo residente en la Recoleta del Pilar de Buenos Aires) vino al Paraguay junto con el gobernador Bruno Mauricio de Zavala con una carta superior que proponía la fundación de un Convento de Recoletos en el Paraguay, le presentó el proyecto al Cabildo de Asunción, quienes aceptaron la propuesta y mandaron designar un sitio adecuado para ello a una legua en las afueras de la ciudad, mientras esperaban una licencia real.
En 1729 en tierras donadas por el presbítero José de Rojas y Aranda, se fundó el Convento de Jesús María, propiedad de los Franciscanos Recoletos, de ahí viene el nombre de Recoleta. Para ese año en el sitio ya había un hospicio, una pequeña iglesia y una huerta. En 1748 se obtuvo la licencia real para terminar la edificación. En 1756 ya poseían un noviciado y una modesta casa de estudios, donde se enseñaba gramática, retórica y religión, así como una Escuela de Primeras Letras (donde enseñaban a leer, escribir, realizar operaciones básicas de cálculo y la doctrina cristiana).
En 1824, durante el gobierno del Dr. Francia todas las órdenes religiosas fueron suprimidas, por lo que el lugar pasó a manos del estado paraguayo. Mientras que los frailes franciscanos que se quedaron en el país tuvieron que jurarle lealtad a la república y se convirtieron en sacerdotes del estado.

### Cuartel de Caballería y parroquia (1825 - 1841)

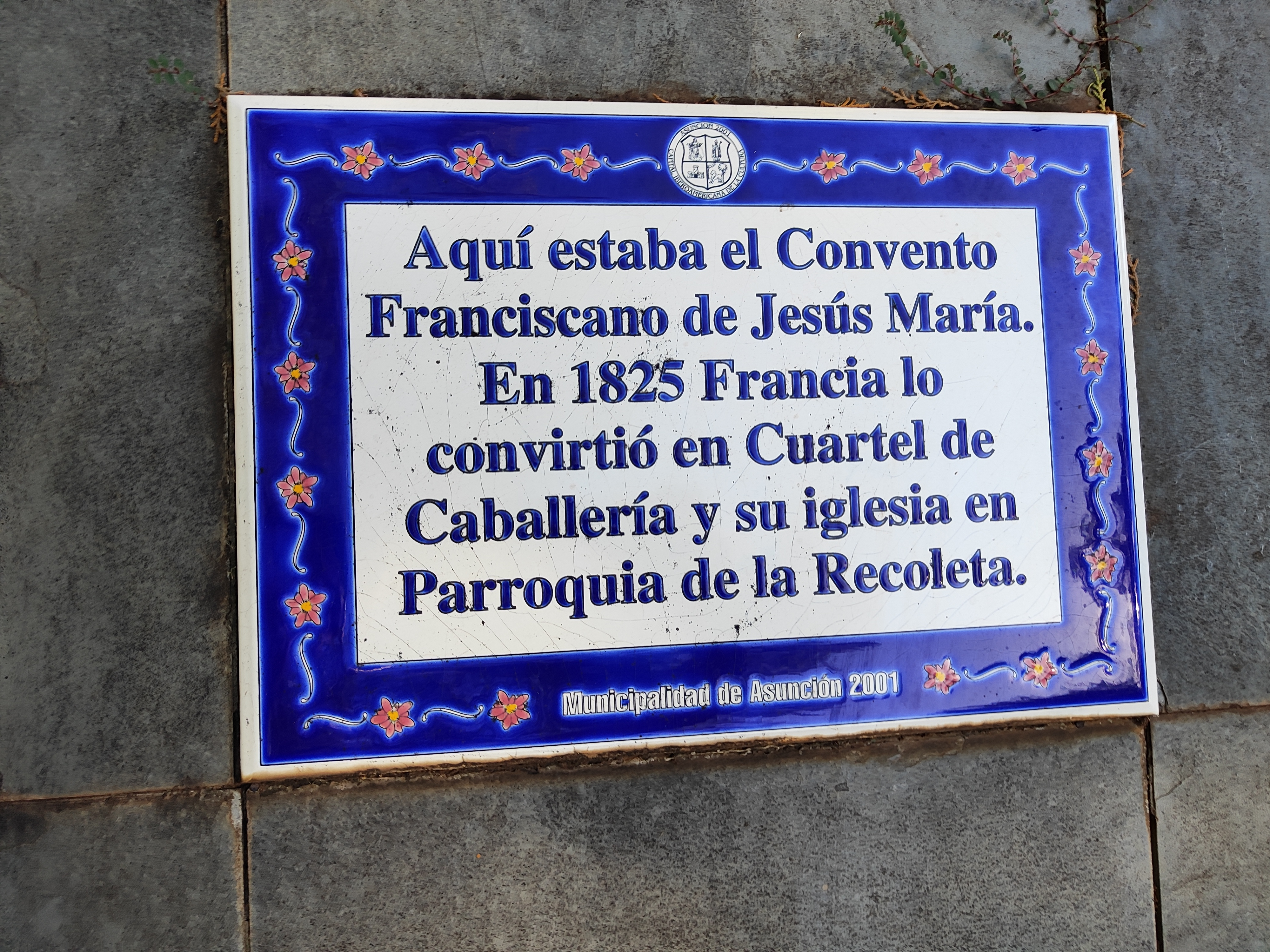
Placa conmemorativa en el Cementerio de la Recoleta.

Por orden de José Gaspar Rodríguez de Francia, en 1825 el predio se convirtió en Cuartel de Caballería del ejército paraguayo, hasta que en 1829 fue devuelto a los frailes bajo supervisión del estado y el lugar se convirtió en la Parroquia del Santísimo Sacramento de la Recoleta, siendo su primer párroco el fray Justo Cecilio Fleitas.

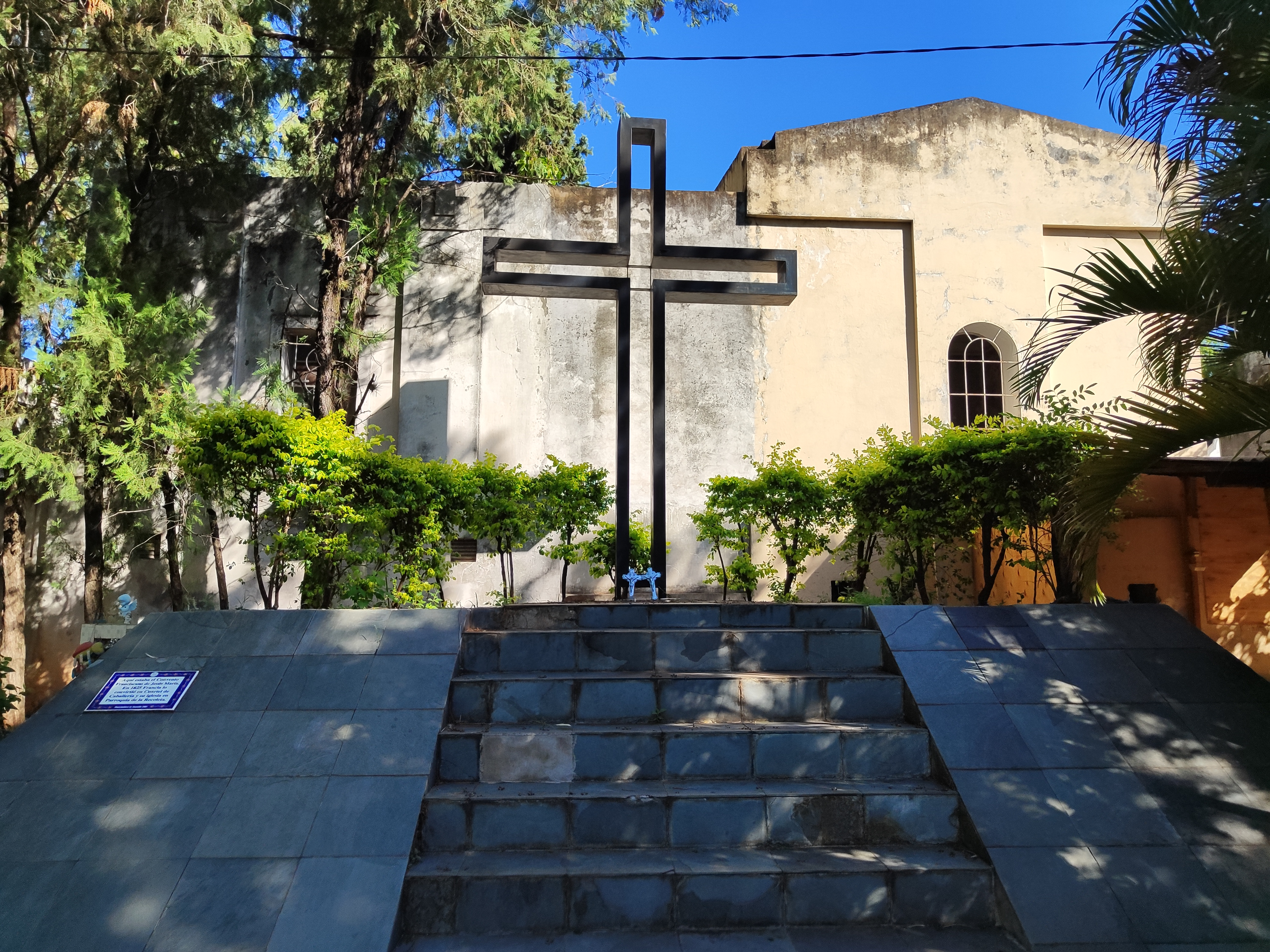
La Cruz Mayor, sitio exacto donde estaba el Convento Franciscano de Jesús María.

### Cementerio de la Recoleta (1842 - actualidad)
El 23 de octubre de 1842, bajo el gobierno consular de Carlos Antonio López y Mariano Roque Alonso, el lugar fue designado como el cementerio oficial de la ciudad de Asunción. Su creación fue debido a la carencia de un espacio destinado al entierro de difuntos, antes de esto, los restos se sepultaban en las iglesias o en los patios de las casas. Lo que la convierte en el primer cementerio general público de la ciudad y también del país. Luego las demás ciudades y pueblos del país siguieron su ejemplo y crearon también sus propios cementerios a partir de 1844.

#### Construcción del nuevo templo
Durante el gobierno de Carlos Antonio López como presidente, se realizó un inventario de las pertenencias y muebles del templo, que para ese entonces se encontraba en penosas condiciones, por lo que en 1853 se inició la demolición del antiguo templo y la construcción de una nueva edificación con una arquitectura de estilo neoclásico. Esta obra fue inaugurada 7 años después en 1860, convirtiéndose desde entonces en la Iglesia del Santísimo Sacramento de la Recoleta, la cual sigue en pie hasta el día de hoy y posteriormente dio nombre a la avenida Santísimo Sacramento.

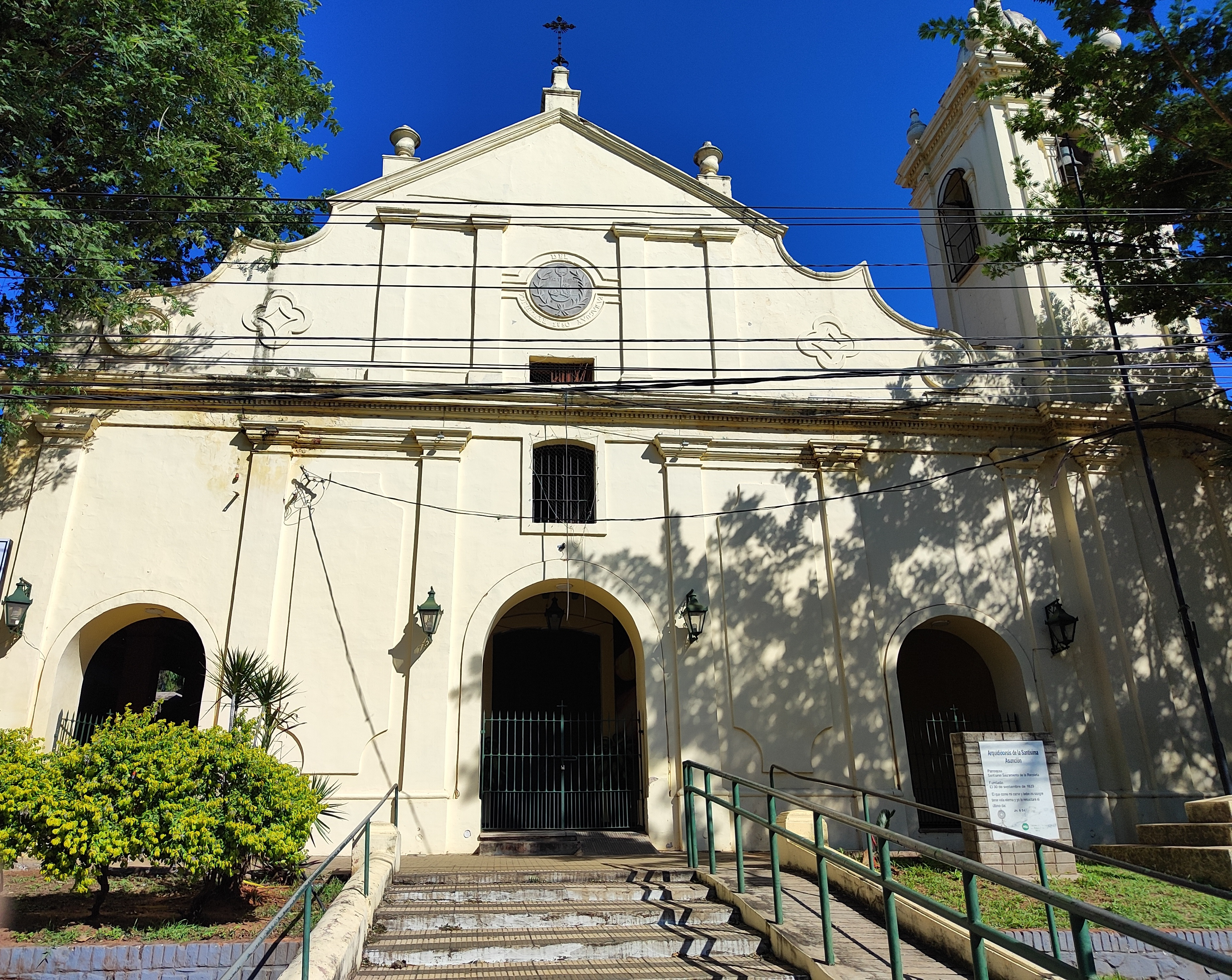
Iglesia del Santísimo Sacramento de la Recoleta, inaugurada en 1860.

## Personajes ilustres
En este cementerio descansan los restos de muchos personajes célebres relacionados con distintos momentos de la historia paraguaya. A continuación se citan algunos:

### Independencia de Paraguay
- Sinforiano Pereyra (capitán militar paraguayo del Cuartel de la Rivera de Asunción que se unió al golpe del 14 de mayo de 1811, por lo que es recordado como un prócer menor de la independencia del Paraguay. En 1807 él y su padre del mismo nombre participaron en la defensa de Buenos Aires durante la segunda invasión inglesa al Río de la Plata, donde su padre muere en combate. En enero de 1811 combatió en la batalla de Paraguarí contra las fuerzas porteñas de Manuel Belgrano. Falleció ya mayor el 4 de junio de 1868).[13][14][15][16][17][18]Cripta del capitán Sinforiano Pereyra uno de los próceres menores de la Independencia de Paraguay.

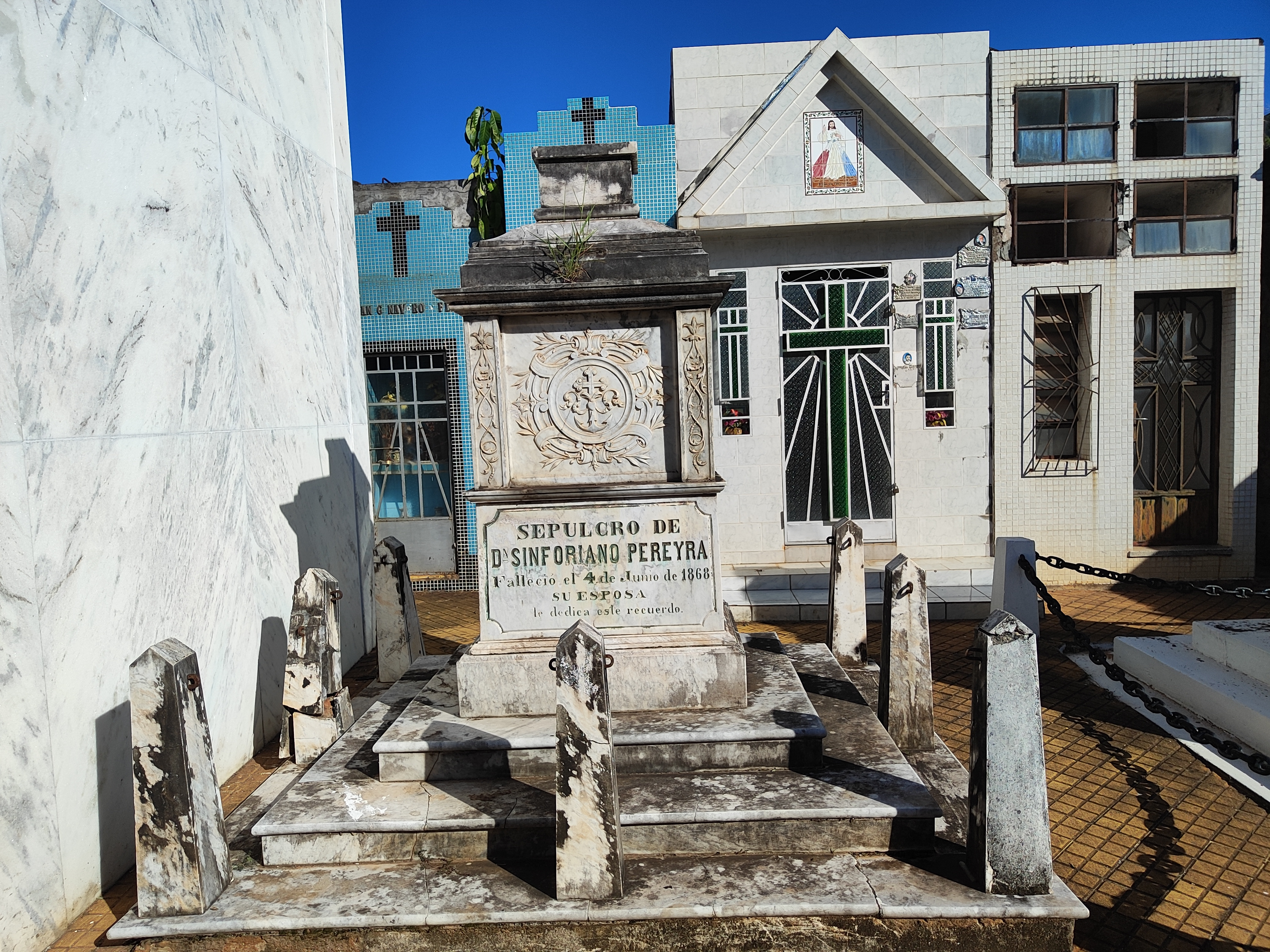
Cripta del capitán Sinforiano Pereyra uno de los próceres menores de la Independencia de Paraguay.

### Guerra de la Triple Alianza

#### Ejército paraguayo
- José Eduvigis Díaz (trasladado al Panteón Nacional de los Héroes)
- Ignacio Genes (destacado general que combatió hasta casi el final del conflicto, sus restos descansan en la misma tumba que el General Díaz)[19]Tumba del General Díaz y del General Genes, uno de los sitios más emblemáticos del cementerio.

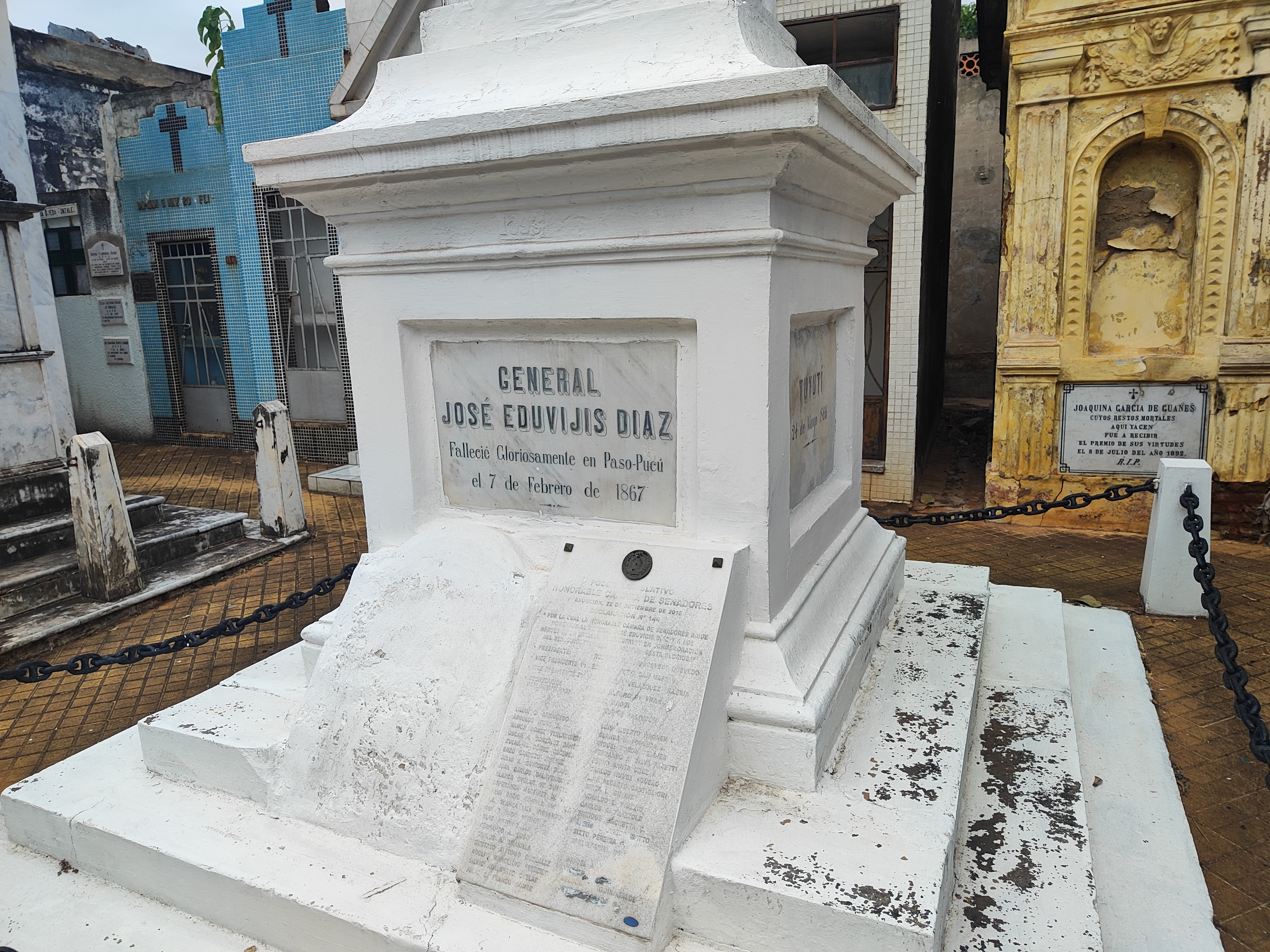
Tumba del General Díaz y del General Genes, uno de los sitios más emblemáticos del cementerio.

- Patricio Escobar (fue coronel durante la guerra, al final de Itá Ybaté salvó a unas 500 personas en el cruce del estero Ypecuá, posteriormente fue político y presidente de Paraguay)
- Juan Crisóstomo Centurión (fue coronel y edecán del Mariscal López a quien acompañó hasta el final en Cerro Corá, dejó valioso testimonio escrito sobre la guerra y posteriormente fue periodista, escritor y político)
- Cirilo Solalinde (médico del Mariscal López, quien cayó prisionero en Cerro Corá, luego como senador se opuso firmemente al tratado de límites con Brasil y posteriormente fue uno de los fundadores del partido liberal)
- Hilario Amarilla (se destacó como artillero con sus cohetes congreve en varias batallas desde Humaitá, perdió una pierna, pero aun así combatió a caballo en Piribebuy, luego fue un importante político y juez de Asunción)
- Eduardo Vera (edecán del General Díaz y posteriormente político liberal)
- José Pantaleón Urdapilleta (teniente de marina, cayó como prisionero en Angostura, Villeta, posteriormente fue político)
- Ignacio Ibarra (uno de los últimos paraguayos que estuvieron con el Mariscal López hasta el final en Cerro Corá, luego fue periodista y fundador del partido liberal)
- Emilio Aceval (fue uno de los niños que combatió en Acosta Ñu, luego presidente de Paraguay)[20][21]
- Luis Myszkowsky (coronel e ingeniero militar de la nobleza polaca que llegó durante el gobierno de Carlos Antonio López, durante la guerra sirvió en el ejército paraguayo, preparó los planos de la defensa de la batalla de Curupaity donde murió en combate, dejó importante descendencia)[22][23][24]
- Juan Bautista Gaona (combatió en la guerra y estuvo en la sanidad militar, posteriormente se convirtió en el primer presidente liberal de Paraguay)[25]
- José Guillermo González (sargento que combatió en varias batallas y dejó valioso testimonio escrito sobre el Pasaje del estero Ypecuá)[26][27]

#### Civiles del bando paraguayo
- José Falcón (archivista, diplomático y político paraguayo que acompañó al mariscal López hasta Cerro Corá, como canciller se opuso firmemente al tratado de límites con Brasil, posteriormente tuvo una destacada actuación en el Laudo Hayes)
- Elisa Alicia Lynch (esposa del Mariscal López)
- Corinna Adelaide Lynch (segunda hija de Francisco Solano López y Madame Lynch, su tumba es la más antigua del cementerio que aún sigue en pie)
- Juan Bautista Gill (fue médico durante la guerra, cayó prisionero en Angostura, Villeta y luego fue presidente de Paraguay)

#### Legión Paraguaya (opositores de López)
- Juan Francisco Decoud (comandante de la Legión Paraguaya, luego por desacuerdos renunció a ella, pero siguió combatiendo en el ejército argentino)
- Juan Bautista Egusquiza (legionario y posteriormente presidente de Paraguay)
- José Segundo Decoud (inicialmente estuvo en la legión paraguaya, pero luego la abandonó cuando se enteró del tratado secreto de la Triple Alianza, posteriormente fue uno de los fundadores del partido colorado y reorganizador del estado paraguayo durante la posguerra)
- Benigno Ferreira (inicialmente también era parte de la legión paraguaya, pero luego la abandonó al enterarse del tratado secreto de la Triple Alianza dedicándose solo al periodismo y a la política, posteriormente fue uno de los fundadores del partido liberal)[28]

### Guerra del Chaco
- José Bozzano (capitán de marina e ingeniero naval que ayudó enormemente con la logística del ejército paraguayo durante el conflicto)
- Francisco Caballero Álvarez (militar, ministro de Guerra y Marina y embajador paraguayo ante el Reino Unido, hijo del general Bernardino Caballero)
- Rafael Franco (destacado general, héroe de los combates de Gondra y luego presidente de Paraguay)
- Eugenio Alejandrino Garay (destacado general, héroe de la batalla de Yrendagüé)
- Francisco Brizuela (general, héroe de la segunda batalla de Nanawa)
- Luis Irrazabal (coronel, héroe de la segunda batalla de Nanawa)
- Juan Bautista Ayala (general, héroe de la batalla de Toledo)
- Arturo Bray (destacado coronel que combatió en la Primera Guerra Mundial, luego en la guerra del Chaco, dejó valioso testimonio escrito sobre la guerra y posteriormente fue periodista y escritor)
- Carlos José Fernández (coronel, héroe de la batalla de El Carmen)
- Atilio Julián Benítez (teniente coronel, héroe de la toma del Fortín Picuiba)
- José Julián Sanchéz (coronel que murió en el bombardeo a Bahía Negra, fue el oficial paraguayo de más alto rango caído en combate, se casó con Lidia Dolores Herreros, nieta del teniente de marina José Andrés Herreros, combatiente de la Guerra de la Triple Alianza)[29][30]

### Otros militares
- Adolfo Chirife (coronel al mando del ejército sublevado durante la guerra civil paraguaya de 1922-1923)

#### Aviadores
- Silvio Pettirossi (aviador acrobático paraguayo)
- Adrián Jara (piloto, general de la Fuerza Aérea Paraguaya y fundador de Líneas Aéreas Paraguayas)

### Civiles destacados

#### Presidentes de la república
- Félix Paiva
- Luis Alberto Riart
- José Patricio Guggiari
- Eligio Ayala (trasladado al Panteón Nacional de los Héroes)
- Pedro Pablo Peña (político y diplomático paraguayo que alertó sobre la fundación de fortines militares bolivianos en el Chaco, era bisnieto de José Gaspar Rodríguez de Francia)[31]
- Juan Antonio Escurra (primer presidente en tener en su gabinete a personalidades de distintos partidos políticos)
- Cecilio Báez (destacado profesor, periodista y presidente de Paraguay)
- Higinio Morínigo (militar que combatió en la Guerra del Chaco, posteriormente fue presidente y participó en la guerra civil paraguaya de 1947)
- Andrés Rodríguez (militar que lideró el golpe de estado de 1989 contra Alfredo Stroessner, luego fue presidente de la república)

#### Otros políticos
- Benjamín Aceval (político y diplomático paraguayo de gran importancia durante la defensa paraguaya en el Laudo Hayes, luego docente y director del Colegio Nacional de la Capital)
- Julián Augusto Saldivar Viera (político y diplomático paraguayo)
- Enrique Solano López (hijo del mariscal Francisco Solano López, periodista y político de Asunción)
- Gustavo Crovato Myszkowsky (Ingeniero químico, militar e intendente de Asunción durante la Guerra del Chaco, creador de las granadas paraguayas Carumbe'i, uno de los fundadores de la Facultad de Química de la UNA y de la Sociedad Científica del Paraguay, era nieto del coronel polaco Luis Myszkowsky)[32][33][34][35][36]
- Pedro Bruno Guggiari (importante político, químico y docente paraguayo)
- Ricardo Brugada (periodista, escritor y diplomático paraguayo, conocido defender los derechos de los pobres y de los trabajadores)

#### Músicos
- Herminio Giménez (célebre compositor y director de orquesta paraguayo)
- Marco de Brix

#### Escritores
- Augusto Roa Bastos (máximo exponente de la literatura paraguaya, existen planes para trasladarlo al panteón de los héroes)
- Blas Garay (escritor, periodista y diplomático paraguayo que viajó a España para buscar y transcribir cientos de documentos y mapas para defender los derechos de Paraguay sobre el Chaco Boreal)
- Arsenio López Decoud
- Carlos Zubizarreta
- Ignacio Alberto Pane
- Josefina Pla
- Mario Halley Mora[37]
- Alfredo Seiferheld
- Julio Correa Myszkowsky (destacado poeta paraguayo, era nieto del coronel polaco Luis Myszkowsky)[38]

#### Otros civiles
- Rosa Peña de González (destacada educadora que luego de la Guerra de la Triple Alianza fundó más de 40 escuelas y trajo maestros al país, ayudando grandemente con la reconstrucción de la educación en el Paraguay, era esposa de Juan Gualberto González)[39][40]
- Serafina Dávalos (primera mujer abogada del Paraguay y gran exponente del feminismo en el país)
- Adela Speratti y Celsa Speratti (docentes y educadoras que establecieron la primera escuela para maestros de Asunción, como homenaje aparecen en el anverso billete de 2000 guaraníes)
- Cleto Romero (docente, director y primer cartógrafo paraguayo en realizar un mapa completo del país)
- Federico De Gásperi (importante cartógrafo paraguayo)

### Cementerios privados

#### Cementerio Italiano
- Luis Alberto del Paraná (máximo exponente de la música paraguaya a nivel internacional)[41][42]
- Domingo Scavone (pionero de la farmacéutica y medicina en Paraguay)[43][44]

#### Cementerio Internacional
- Jorge Thompson (coronel e ingeniero militar inglés al servicio del ejército paraguayo, combatió la Guerra de la Triple Alianza en varias batallas importantes, hasta que cayó prisionero en Angostura, Villeta)
- William Paats (neerlandés fundador del Club Olimpia y principal impulsor de los deportes en Paraguay)[45]
- Ricardo Boettner (químico, geólogo y naturalista paraguayo)
- Christian Heisecke (comerciante, diplomático y principal promotor de la inmigración alemana al Paraguay luego de la Guerra de la Triple Alianza,  hizo posible la fundación de San Bernardino, Hohenau y los barrios Sajonia y Ciudad Nueva de Asunción)[46]

#### Cementerio ruso
- Teniente 2° Jorge Wenceslao Von Horoch Poplaska (militar e ingeniero que combatió en la guerra civil rusa, fue hecho prisionero y enviado a un campo de trabajo en Siberia, escapó a pie hasta Polonia, luego emigró a Sudamérica, donde combatió en la revolución brasileña de 1930 y finalmente en la guerra del Chaco).[47]
- Capitán Basilio Serebriakoff (militar que participó en la guerra civil rusa y la guerra del Chaco, donde cayó en combate durante la batalla de Boquerón).[48][49]
- Capitán de fragata Príncipe Jasón Tumanoff (comandante de la marina que combatió en la guerra ruso-japonesa, Primera Guerra Mundial, guerra civil rusa y guerra del chaco; era descendiente de la familia principesca armenio-georgiana de Tumanishvili, en ruso Tumanov)[50][51][52][53]